# 瓦斯 (斯洛文尼亚)
瓦斯（斯洛維尼亞語： 發音：[ˈʋaːs]），是斯洛維尼亞南部科斯泰尔市镇的一個小村莊及行政中心，位於庫帕河左岸。當地是下卡尼奧拉傳統地區的一部分，現在被納入東南斯洛維尼亞統計區。

## 文化遺產
聚居地中有一座供奉聖母瑪利亞的小教堂。它可以追溯到20世紀初。

## 外部連結
- Vas on Geopedia （页面存档备份，存于）